# Martina Laird
Pour les articles homonymes, voir Hoover.
Martina Laird, est une actrice trinidadienne, née le 30 novembre 1971 à Port-d'Espagne.

## Filmographie

### Cinéma
- 2007 : Deadmeat : Détective Clayderman
- 2010 : Forget Me Not : le médecin
- 2011 : Blitz : l'officier légiste
- 2013 : Fedz : Coach McKenzie
- 2017 : Padlock : Natasha
- 2020 : Summerland : Vera âgée
- 2021 : Boxing Day : Janet
- 2022 : Still We Thrive
- 2023 : La Petite Sirène : Lashana
- 2023 : 10 Swords & The Moon : Gloria

### Télévision
- 1993 : Harry : un ami (1 épisode)
- 1993-1999 : The Bill : Marcia Walsh, Marlene Franklin et Sandra Newton (3 épisodes)
- 1993-2016 : EastEnders : Angie Rice (11 épisodes)
- 1995 : The Governor : Zania (3 épisodes)
- 1995-2016 : Casualty : Comfort Jones, Comfort Newton et Darleen Devern (207 épisodes)
- 1996 : Les Piégeurs : Ruth (1 épisode)
- 1998 : Médecins de l'ordinaire : Dr Toray (1 épisode)
- 1998 : Jonathan Creek : Bridget (1 épisode)
- 1999 : Wing and a Prayer : Dee Dee Bastiani (3 épisodes)
- 1999-2000 : Inspecteur Frost : Miriam Madikane (2 épisodes)
- 1999-2005 : Holby City : Comfort Newton et Darleen Devern (3 épisodes)
- 2000-2011 : Ma tribu : Darci et Dr Kelly (2 épisodes)
- 2003 : Children in Need : Comfort (1 épisode)
- 2009 : Free Agents (1 épisode)
- 2010 : Doctors : Kathy Nichols (1 épisode)
- 2011 : Coronation Street : Colette Hankinson (1 épisode)
- 2015 : The Dumping Ground : Mme Underwood (2 épisodes)
- 2016 : Jericho : Epiphany (8 épisodes)
- 2019 : Great Performances : Cassius (1 épisode)
- 2019 : The Bay : Bernie Chambers (2 épisodes)
- 2023 : Unforgotten : Ebele Falade (6 épisodes)
- 2023 : Dreamland : Diane (5 épisodes)
- 2023 : A Pinch of Portugal : Marisa

### Jeu vidéo
- 2022 : World of Warcraft: Dragonflight